# Reptilectric (álbum)
Reptilectric es el cuarto álbum de estudio de la banda de rock alternativo Zoé, lanzado el 17 de octubre de 2008 por Universal Music Group de México (antes EMI Music de México). Fue producido por Phil Vinall, quien había trabajado anteriormente con Placebo y Radiohead. Reptilectric le otorgó a la banda su segundo disco de platino, y recibió tres Premios OYE! en 2009.

## Recepción crítica y comercial
El álbum continuó el éxito de su antecesor, Memo Rex Commander y el Corazón Atómico de la Vía Láctea, el cual ya había colocado a Zoé en un lugar especial como una de las mejores bandas de rock en toda Latinoamérica. Reptilectric se hizo acreedor de un sinnúmero de menciones favorables por la crítica; la Rolling Stone México colocó al álbum entre los mejores 10 CD del 2008 de grupos latinos, mientras que la Rolling Stone Argentina puso el sencillo «Poli» en el lugar #64 de las 100 mejores canciones del 2009. Reptilectric también entró a la lista de los más vendidos en Mixup México, llegando al tercer lugar, mientras que a nivel nacional alcanzaba la cuarta posición en ventas. Por su parte, el vídeo para «Nada» fue colocado en el lugar #13 del conteo anual de MTV Los 100 + pedidos, en su edición 2009.

## Promoción
Siguiendo con la promoción del disco, Zoé lo puso en circulación a través de iTunes, colocando al sencillo «Nada» como descarga gratuita, mientras promocionaba también el documental 281107 de su magno concierto en el Palacio de los Deportes de la Ciudad de México. A la par siguieron dando conciertos durante 2008 alrededor de la República Mexicana, ofreciendo una gira por diversos estados de la Unión Americana. Después visitaron Madrid, estuvieron en Suecia, y participaron en varios festivales en diferentes países; incluyendo el Corona Music Fest en Torreón, Puebla y Chalco, y el Cuarto Festival Internacional de Rock en el Río de Ciudad Juárez junto con Molotov y Kinky, entre otros. Se presentaron posteriormente en el Vive Latino y en varios países de América Latina como Puerto Rico.

## Sencillos
El primer sencillo del álbum fue «Reptilectric», el cual tiene su propio video. En febrero de 2009 se hizo una encuesta para elegir el segundo sencillo. El ganador resultó ser «Nada»; un video acompañante a la canción fue estrenado en abril de 2009. Después se volvió a hacer una votación para elegir el tercer sencillo, pero antes de dar a conocer el resultado aparecieron en el sitio web de la banda mensajes de Larregui que daban a entender que ya habían terminado de filmar el vídeo para el sencillo ganador; el 31 de agosto, «Poli» fue publicado por Zoé en su Myspace como el tercer sencillo del álbum.

## Personal
- León Larregui - Voz, guitarras eléctricas, guitarras acústicas.
- Sergio Acosta - guitarras eléctricas, guitarras acústicas, barítonos.
- Jesús Báez - Sintetizadores, Piano, Wurlitzer, Honner, Coros.
- Rodrigo Guardiola - Batería, Percusiones
- Ángel Mosqueda - Bajo, barítonos, guitarras adicionales.

Invitados
- Phill Vinall - barítonos, ruidos y desastres adicionales.
- Nick McCarthy - guitarras adicionales en Nada.
- Yamil Rezc - Batería adicional en Neandertal

## Lista de canciones
| N.º | Título         | Duración |  |
| 1.  | «Reptilectric» | 3:52     |  |
| 2.  | «Nada»         | 5:34     |  |
| 3.  | «Sombras»      | 4:12     |  |
| 4.  | «No Hay Dolor» | 3:12     |  |
| 5.  | «Poli»         | 3:20     |  |
| 6.  | «Resiste»      | 3:00     |  |
| 7.  | «Neandertal»   | 3:44     |  |
| 8.  | «Fantasma»     | 4:22     |  |
| 9.  | «Luna»         | 4:41     |  |
| 10. | «Últimos Días» | 3:52     |  |
| 11. | «Babilonia»    | 3:29     |  |